# Achates

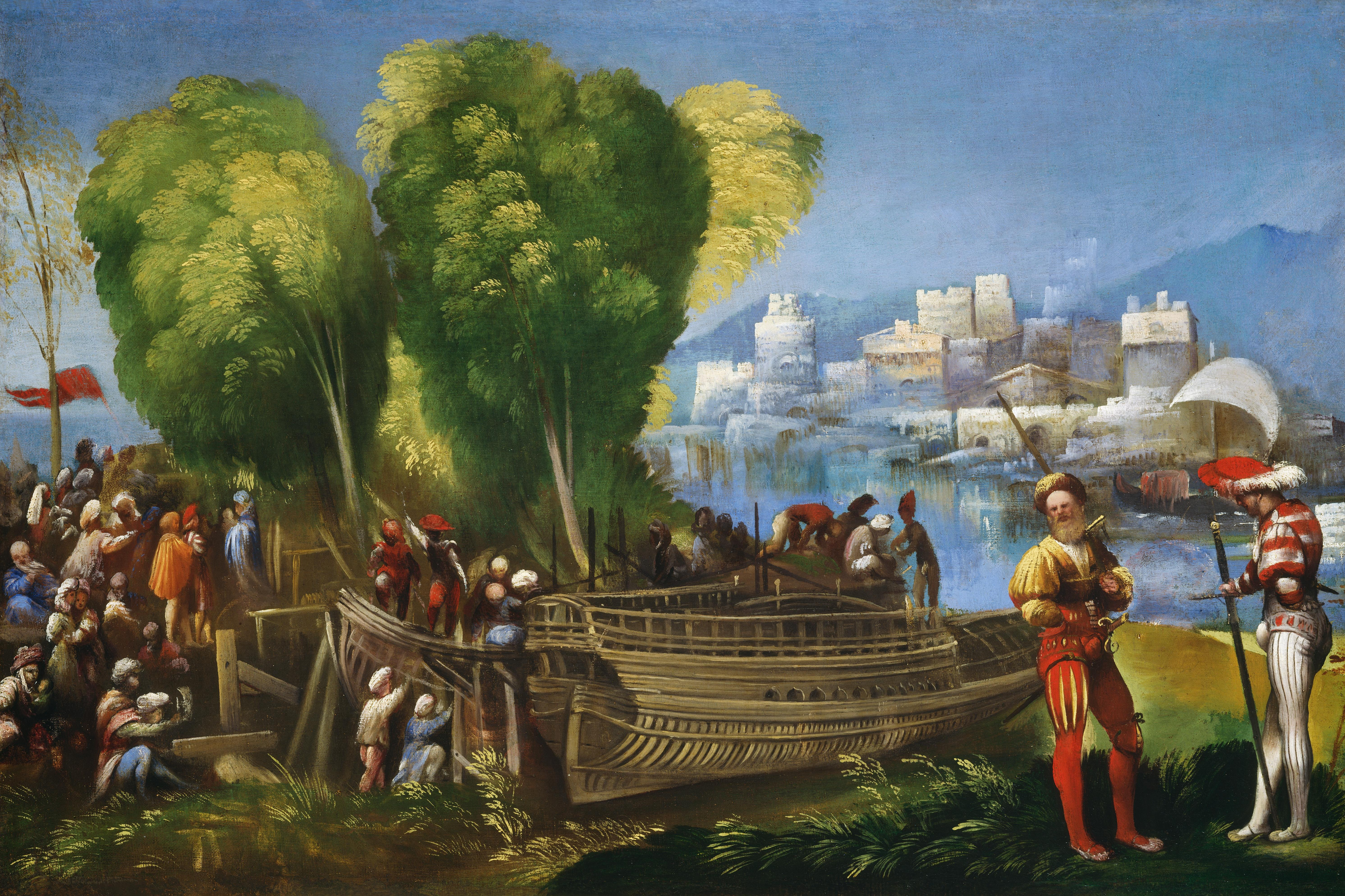
Dosso Dossi: Äneas und Achates, Gemälde um 1520

Achates (altgriechisch Ἀχάτης Achátēs) ist eine Figur der römischen Mythologie.
Laut der Schilderung in Vergils Aeneis war er der beste Freund und Gefährte des trojanischen Helden Aeneas und auch dessen Waffenträger. Vor Vergil ist Achates in der antiken Literatur nicht fassbar. Er hat in der Aeneis nur wenige Auftritte. Achates begrüßt als erster das neu gefundene Italien und ist nur in einer weiteren Kampfszene beschrieben. 
Unabhängig von Vergil gibt es nur eine einzige Handlung in der antiken Literatur, die Achates zugeschrieben wird, doch ist nicht klar, ob sie zeitlich vor Vergils Werk anzusiedeln ist. So wird er unter anderem bei Eustathios als derjenige Trojaner beschrieben, der Protesilaos tötet. Das wird jedoch in der antiken Literatur auch wechselweise Hektor, Euphorbos, Kyknos und Aeneas zugeschrieben.
Die „Treue des Achates“ war in der römischen Kaiserzeit sprichwörtlich.